# Liuba Ognènova-Marínova
Liuba Lèvova Ognènova-Marínova búlgar: Люба Левова Огненова-Маринова (Ohrid, Regne dels Serbis, Croats i Eslovens, 17 de juny de 1922 - Sofia, Bulgària, 18 de novembre de 2012) fou una prominent arqueòloga búlgara de Macedònia. Fou la primera arqueòloga submarina del país i va encapçalar les investigacions sobre l'antiga ciutat tràcia de Nessèbar. Es va convertir en un dels principals investigadors búlgars especialitzats en arqueologia de l'antiga Tràcia, i fou autora de més de 100 publicacions científiques. Va treballar a la Universitat de Sofia i com a investigadora del Museu Arqueològic Nacional a Sofia.

## Primers anys
Liuba Lèvova Ognènova va néixer el 17 de juny de 1922 a una família d'intel·lectuals búlgars a Ohrid, Regne dels Serbis, Croats i Eslovens. Es va graduar a una escola primària francesa a Bítola el 1932 i va arribar a completar la seva formació secundària a Tirana. Després de completar un curs per correspondència de Roma, va entrar al departament d'història de la Universitat de Sofia, Sant Climent d'Ohrid, on es va graduar el 1946 en arqueologia clàssica.

## Carrera
El 1948, Ognènova va començar a treballar en el Museu Regional d'Història a Xumen, com a conservadora. Va dur a terme excavacions amb Vera Mavrodínova i Ivanka Jandova, i va preparar un inventari dels artefactes trobats a Màdara i Preslav, que la va portar a la publicació, el 1950, d'un article titulat Рисунки на конници върху вътрешната крепост на Преслав (Dibuixos de genets en la fortalesa interna de Preslav). Al final de l'any, va acceptar un càrrec en el departament d'antiguitats del Museu Arqueològic Nacional a Sofia. Assignada a un equip per investigar el jaciment de Seutòpolis sota la direcció del professor Dimítar P. Dimitrov (búlgar: Димитър П. Димитров), Ognènova va perfeccionar les seves habilitats i es va convertir en un experta en la investigació de Tràcia. Seutòpolis, coneguda també com a Seuthopolis, va ser descoberta durant la construcció de l'embassament de Koprinka prop de Kazanlak en els anys 1940 i completament desenterrada entre 1948 i 1954. Tot i que l'antiga ciutat va ser l'únic lloc de Tràcia que mai fou totalment investigat i excavat, el règim comunista de la República Popular de Bulgària va permetre que el llac artificial creat per la presa cobrís el lloc en què es va completar l'excavació. A més de Ognènova, altres en l'equip incloïen Anna Balkanska, Gergana Canova, Maria Txitxíkova i Dimítar Nikòlov. El 1957, Ognènova va descobrir un complex religiós traci prop de Babiak, quan s'erigia una torre de televisió a la part alta del pic de Bendida.
Entre 1958 i 1963, el treball dirigit per Ognènova al jaciment de Nessèbar va deixar al descobert molts monuments significatius, incloent-hi el temple de Zeus Hiperdeksios, el temple Botros de Zeus i Hera i altres. També es va destacar pel seu treball epigràfic amb els textos grecs i llatins trobats a Bulgària. El seu estudi sobre la inscripció trobada a un anell a Èzerovo, i una inscripció il·líria trobada en un anell de Koman (Albània), van permetre a Ognènova de concloure que el text il·liri, tot i les conjectures anteriors de la seva falta de sentit, va ser significatiu. Buscant l'origen de l'anell i la seva forma, va ser capaç de datar l'anell al segle vuitè. En presentar un document sobre les seves troballes a Lidice, Txecoslovàquia, va causar sensació i va ser convidada a estudiar, 1959-1960, a l'Escola Francesa d'Atenes, un dels instituts arqueològics gestionats pels governs estrangers a Atenes.
El 1961, Ognènova es va convertir en la primera arqueòloga subaquàtica del país, mentre treballava amb el professor Velizar Vèlkov, investigant al llarg de la Costa búlgara del Mar Negre. En escriure sobre la seva formació, Ognènova va dir que el seu mestre de busseig li va fer superar la seva por a l'aigua profunda mostrant-li la seva ceràmica sota l'aigua. Les seves àrees d'interès i experiència se centraren en la cultura tràcia entre el primer i el segon mil·lenni abans de Crist. Ognènova va dirigir sis expedicions arqueològiques submarines per a l'Acadèmia Búlgara de Ciències, entre 1961 i principis de 1970. El seu treball va conduir a la identificació de cinc períodes cronològics de la urbanització a la península que envolta Nessèbar fins al final del segon mil·lenni abans de Crist, que incloïa les protopolis tràcies, la colònia grega de Messàmbria, el poble governat pels romans a la primerenca era cristiana, l'assentament medieval i la ciutat del Renaixement, coneguda com a Mesèmbria o Nessebar. La seva investigació va confirmar que els terratrèmols i les inundacions havien estat importants a la zona. En estudiar les obres d'art, Ognènova es va convertir en una experta en l'art grec i romà, i les interpretacions de les diverses imatges que es troben en les monedes. El coneixement de l'obra de Atenió de Maronea li va permetre identificar que els murals a la tomba de Kazanlak probablement es va originar a partir de la seva escola.
Ognènova va tornar a bussejar a Nessèbar el 1977, dirigint vuit immersions patrocinades per la UNESCO entre 1977 i 1984, en què l'equip va trobar evidències tant de torres i muralles romanes com romanes d'Orient. També van identificar diverses acròpolis i basíliques de l'edat mitjana, mentre realitzaven estudis submarins al nord i sud de les badies de la península en un intent de localitzar i aclarir la cronologia dels ports urbans al llarg de la riba.
Després d'assistir, l'any 1980, al Congrés Internacional de l'Antiga Edat de Bronze, celebrat a Hongria, Ognènova va proposar que el següent Congrés es realitzés a Bulgària el 1983. Va ajudar a organitzar més de 800 objectes exposats per a la reunió, "Art de l'Edat de bronze romana" de les col·leccions d'Institut Nacional Arqueològic i el Museu de l'Acadèmia Búlgara de Ciències. L'exposició també es mostrà per l'estranger a Àustria, Alemanya, Índia i Síria, abans que s'exhibís durant un any a Sofia. Aquell mateix any, Ognènova es va convertir en fellow sènior de l'Institut Nacional d'Arqueologia. Fou també durant molt de temps membre dels consells científics de l'Institut d'Arqueologia i l'Institut de Tracologia, així com professora d'arqueologia tràcia a la Universitat de Sofia. Ognènova fou autora de més de 100 publicacions científiques, en més o menys idiomes, al llarg de la seva carrera. Va crear una base de dades dels llocs coneguts de Tràcia, basada en una combinació de recerca i interpretació dels molls antics i artefactes arqueològics que unien Grècia i el Mediterrani oriental a la zona. En el moment de la seva mort, el treball realitzat en els anys 1960, seguia sent el punt de referència utilitzat per desenvolupar la història cultural de Tràcia.

## Mort i reconeixement
El 1983, després d'haver assolit amb èxit l'estatus de Patrimoni de la Humanitat de la UNESCO per a Nessèbar, Ognènova va ser declarada ciutadana honorària de la ciutat. El 2005, l'Institut Nacional d'Arqueologia i Museu de l'Acadèmia Búlgara de Ciències, en col·laboració amb el Departament d'Arqueologia de la Universitat de Sofia, va publicar un volum d'articles, Heros Hephaistos: Studia in Honorem Lubae Ognenova-Marinova, de la convenció internacional celebrada a 2002 en honor del 80 aniversari d'Ognènova. El llibre contenia les obres de més de 50 estudiosos que informaven sobre els últims estudis i investigacions en les seves àrees d'especialització, arqueologia tràcia i grecoromana, art i religió. Fou guardonada amb l'Orde dels Sants Ciril i Metodi en segon grau per les seves contribucions científiques a Bulgària. Ognènova morí el 18 de novembre del 2012 a Sofia.

## Obres selectes
- Огненова, Люба. "Илирийският" надпис от Северна Албания (en búlgar).  Sofia, Bulgària: Българска Академия На Науките (Acadèmia Búlgara de les Ciències), 1958.[16]
- Venedíkov, Ivan; Ognènova-Marínova, Ljuba. Nessebre I (en francès).  Sofia, Bulgaria: Éditions de l'Académie bulgare des sciences, 1969. OCLC 174343739.
- Ognènova-Marínov, Ljuba. Statuettes en bronze du Musée National Archéologique à Sofija: statuettes de culte (en francès).  Sofia, Bulgaria: Éditions de l'Académie bulgare des sciences, 1975. OCLC 2963512.
- Vélkov, Velizar; Ognènova-Marínova, Ljuba; Šimbuleva, Žana. Mesambria–Mesemvria–Nessebur (en búlgar).  Sofia, Bulgària: Svyat, 1987. OCLC 247486254.
- Ognènova-Marínova, Liubae; Preshlenov, Christo. «Passat i futur de la investigació arqueològica subaquàtica a Nessèbar, Bulgària». A: Tutela, conservazione e valorizzazione del patrimonio culturale subacqueo. 2a.  Nàpols, Itàlia: Massa, 2004, p. 263-269. ISBN 88-87835-50-0.
- Ognenova-Marinova, Lyuba, et. al.. Nessebre, III (en búlgar).  Burgas, Bulgària: Spring Ltd, 2005. ISBN 978-95-49159-547.
- Огненова-Маринова, Люба «Как Започнаха Подводните Археологически Проучвания В Несебър» (en búlgar). Morski Vestnik. Editorial Morski Svyat [Varna, Bulgària], 30-10-2009 [Consulta: 22 octubre 2016].